# Влканова, Адам
А́дам Влка́нова (чеш. Adam Vlkanova; род. 4 сентября 1994[…], Градец-Кралове, Восточночешский край) — чешский футболист, полузащитник клуба «Градец-Кралове» и сборной Чехии.

## Клубная карьера
Влканова — воспитанник клубов «Нови Градец-Кралове», «Градец-Кралове» и «Олимпия». В 2013 году Адам подписал профессиональный контракт с «Богемианс 1905». 27 июля 2013 года в матче против клуба «Фридек-Мистек» он дебютировал во Второй лиге Чехии. 10 августа в поединке против «Локо Влатин» Адам сделал «дубль», забив свои первые голы за «Богемианс 1905». В 2014 году Влканова вернулся в «Градец-Кралове». В том же году Адам на правах аренды выступал за «Богемианс 1905» и «Часлав». 1 марта 2015 года в матче против «Виктории Пльзень» он дебютировал в Первой лиге. По итогам сезона клуб вылетел из элиты, но игрок остался в команде. 23 августа в поединке против дублёров «Сигмы» Адам сделал «дубль», забив свои первые голы за «Градец-Кралове». По итогам сезона он помог команде вернуться в элиту.
Летом 2022 года Влканова перешёл в «Викторию Пльзень». 31 августа в матче против «Словацко» он дебютировал за новую команду.

## Международная карьера
9 июня 2022 года в матче Лиге Наций против сборной Португалии Влканова дебютировал за сборную Чехии.

## Статистика выступлений за сборную
| Матчи за сборную Чехии | Матчи за сборную Чехии | Матчи за сборную Чехии | Матчи за сборную Чехии | Матчи за сборную Чехии | Матчи за сборную Чехии | Матчи за сборную Чехии |
| ---------------------- | ---------------------- | ---------------------- | ---------------------- | ---------------------- | ---------------------- | ---------------------- |
| №                      | Дата                   | Оппонент               | Счёт                   | Голы                   | Соревнование           |                        |
| 1                      | 9 июня 2022            | Португалия             | 0:2                    | -                      | Лига наций 2022/23     |                        |
| 2                      | 24 сентября 2022       | Португалия             | 0:4                    | -                      | Лига наций 2022/23     |                        |
| 3                      | 27 сентября 2022       | Швейцария              | 1:2                    | -                      | Лига наций 2022/23     |                        |